# Naqshbandiyya

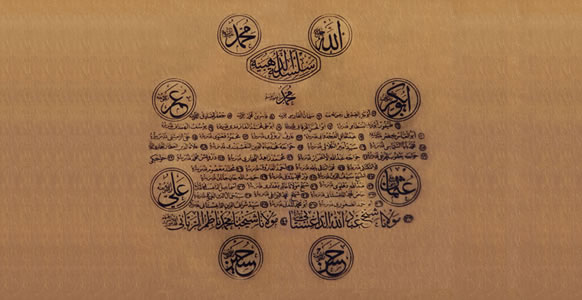
La "Catena d'oro" dell'Ordine sufi Naqshbandi, ospitante i nomi dei 40 più venerati Gran Maestri dell'Ordine.

La Naqshbandiyya (al-Naqshbandiyya, Nakşibendi, Naksbendi, Naksbandi, in arabo نقشبندية‎?) è una delle più importanti confraternite mistiche islamiche Sufi.

Il nome dell'Ordine ha subito mutamenti nel tempo. Originariamente chiamato "al-Siddīqiyya", ai tempi di Bayazid Bistami, in quelli di ʿAbd al-Khāliq al-Ghujdawānī era invece chiamato "al-Tayfūriyya", e nel periodo compreso tra ʿAbd al-Khāliq al-Ghujdawānī e Shah Naqshband era chiamato "Khwajagan" o "Hodja". Dal tempo di Shah Naqshband è infine diventato Naqshbandiyya.

## Storia
La Naqshbandiyya è il solo ordine mistico islamico che pretenda di tracciare la sua linea spirituale (silsila) dal Profeta Maometto, attraverso il suo primo Compagno, suo suocero e suo primo successore alla guida politica delle Umma (Khalīfa), Abū Bakr.

Questa linea si collega indirettamente anche con ʿAlī b. Abī Ṭālib, il cugino e poi genero di Maometto, quarto Califfo e primo Imam dello Sciismo, attraverso Jaʿfar al-Ṣādiq. Al contrario, numerosi altri Ordini sufi (ṭuruq) tracciano la loro discendenza direttamente da ʿAlī.
Pur riallacciandosi al nipote di Maometto, la Naqshbandiyya pretende di derivare da al-Ḥusayn, mentre ad esempio la Shadhiliyya afferma di derivare da al-Ḥasan.
L'Ordine Naqshbandi vanta inoltre di discendere dagli insegnamenti di Abū Yaʿqūb Yūsuf al-Hamadānī, che è accreditato come colui che istituì le pratiche della confraternita e come colui che dispose il dhikr puramente mentale che la caratterizza. L'Ordine fu in seguito associato al grande mistico Muḥammad Bahāʾ al-Dīn Naqshbandī Bukhārī, da cui ha preso la sua denominazione. Alcuni invece propendono per altre ipotesi e pensano che il nome significhi, ad esempio, "gli incisori (del cuore)" o "la catena d'oro".

## Principi ispiratori di uno Shaykh sufi Naqshbandi
Ciò che segue dovrebbe essere sempre applicato agli autentici maestri sufi Naqshbandi che costituiscono le "Genti della Sunna (al-sunnah wa al-jama):
- Costoro seguono i precetti del Sacro Corano e le pratiche e le norme derivate dal comportamento e dalle parole del Profeta ne adottano il modello nel modo di esprimersi, di agire, di pensare e nei sentimenti;  costoro seguono inoltre il significato interiore della religione, cercando di comprenderlo e di applicarlo.
- Essi saranno osservanti della Shari'a - per esempio, uomini e donne non si mescoleranno. Alcuni murīd (discepoli) dell'ordine Naqshbandī Ḥaqqānī sono noti per le loro pratiche riguardanti le arti musicali, su permesso degli Shaykh e sotto la loro supervisione. Debbono essere ʿulamāʾ, perché non può esserci taṣawwuf senza ʿilm (conoscenza, scienza).